# Saske van der Eerden
Saske van der Eerden (Lierop, 30 januari 1971) is een Nederlands kunstenaar en vormgever , die woont en werkt in Haarlemmermeer.

## Loopbaan
Van der Eerden studeerde in 1996 af aan de ArtEZ, voorheen AKI, richting beeldhouwen, en in 1998 behaalde zij de titel Master of Fine Arts aan de tweedefaseopleiding DAI (Dutch Art Institute) in Enschede. Zij is gespecialiseerd in het ontwerpen en vervaardigen van kunst voor de openbare ruimte en krijgt regelmatig schetsopdrachten. Veel van haar projecten voert ze in samenwerking met haar broer Teun van der Eerden uit.

## Werken in de openbare ruimte
- 2003 - Beeld Hartstocht bij de entree van het G.J. van Heekpark, Enschede
- 2003 - Beeld Voetganger in het G.J. van Heekpark, Enschede
- 2005 - Twee beelden op sokkels Achter de Basiliek, Hengelo
- 2006 - Vijf beelden, Nieuw-Heeten
- 2008 - Beeld/speelobjecten Living Apart Together, Enschede
- 2009 - Beeld Wie zijn eigen weg volgt verdwaalt nooit, rotonde Ter Hofstadlaan en Provincialeweg, Someren
- 2014 - Vier beelden in het Vondelpark, Amsterdam
- 2015 - Bollen en zitelementen, Zeeburgereiland, Amsterdam
- 2015 - De Kus en Het Konijn, tentoonstelling ArtZuid, Vondelpark, Amsterdam
- 2016 - Uitzichtpunt Petroleumhaven, Amsterdam
- 2017 - Boris, i.s.m. Patrick Josso, Borne
- 2017 - Kissing Couple XXXL, Hempont, Amsterdam
- 2019 -  Beeld Centaur, Amsterdam
- 2020 -  Beeld Animo, Etten-Leur
- 2020 - Beeld  Berm bunnies, Amsterdam-Westpoort
- 2021 - Beeld Windkracht, Heinkenszand
- 2022 - Beeld Argus, Nieuwezijds Voorburgwal, Amsterdam

## Galerij

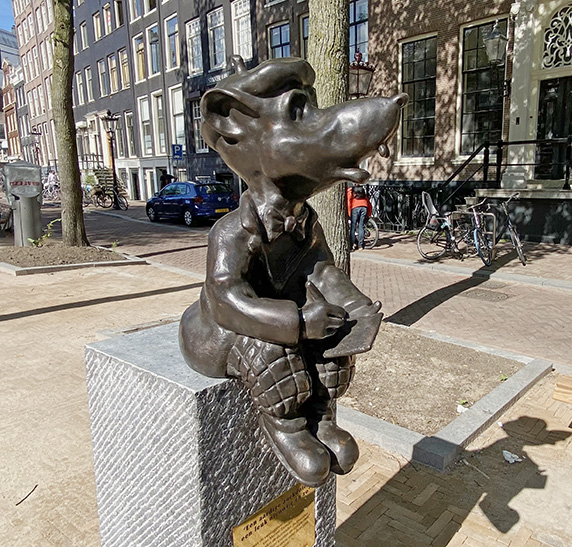
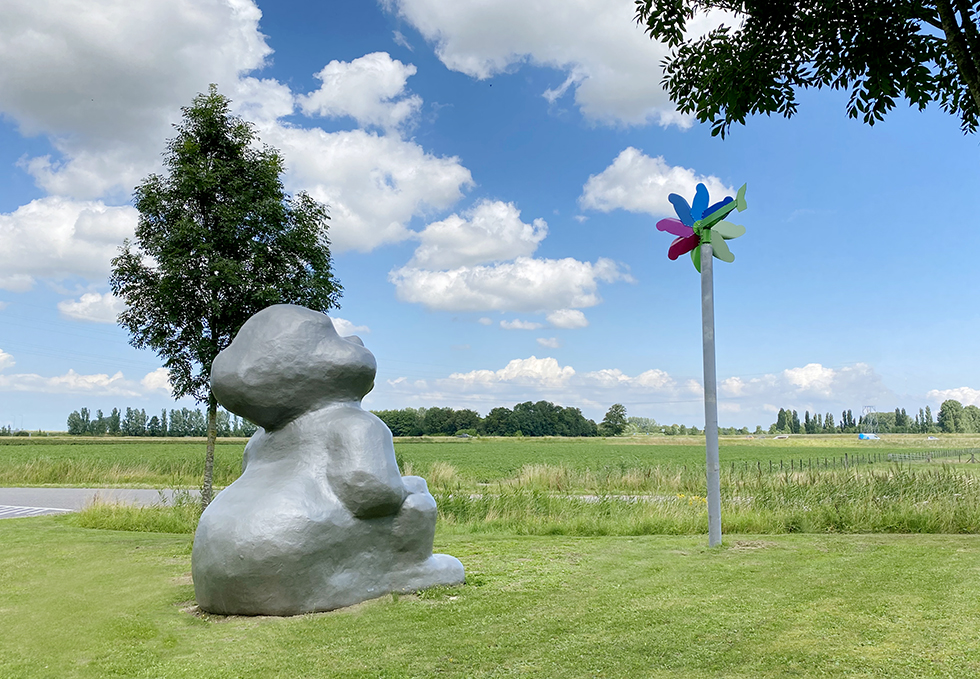
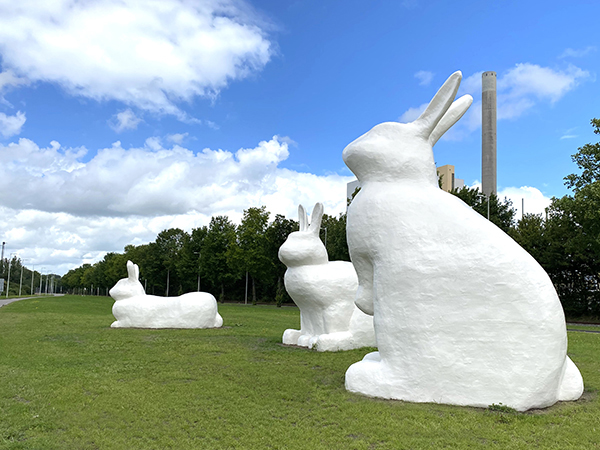
De Bermbunnies, Amsterdam
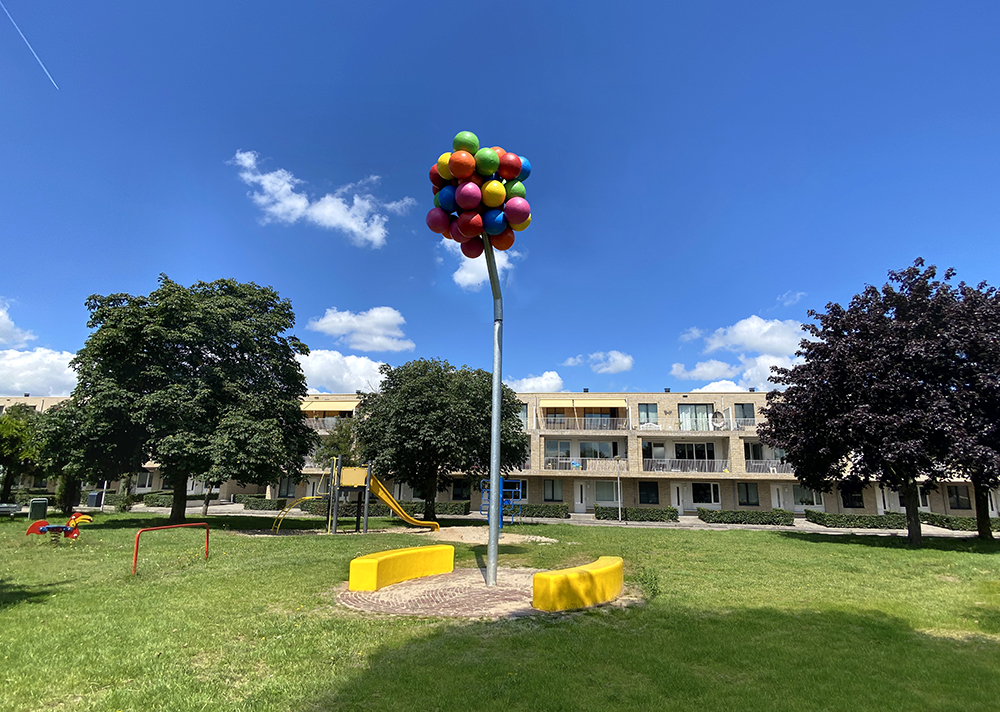
Animo, Etten-Leur
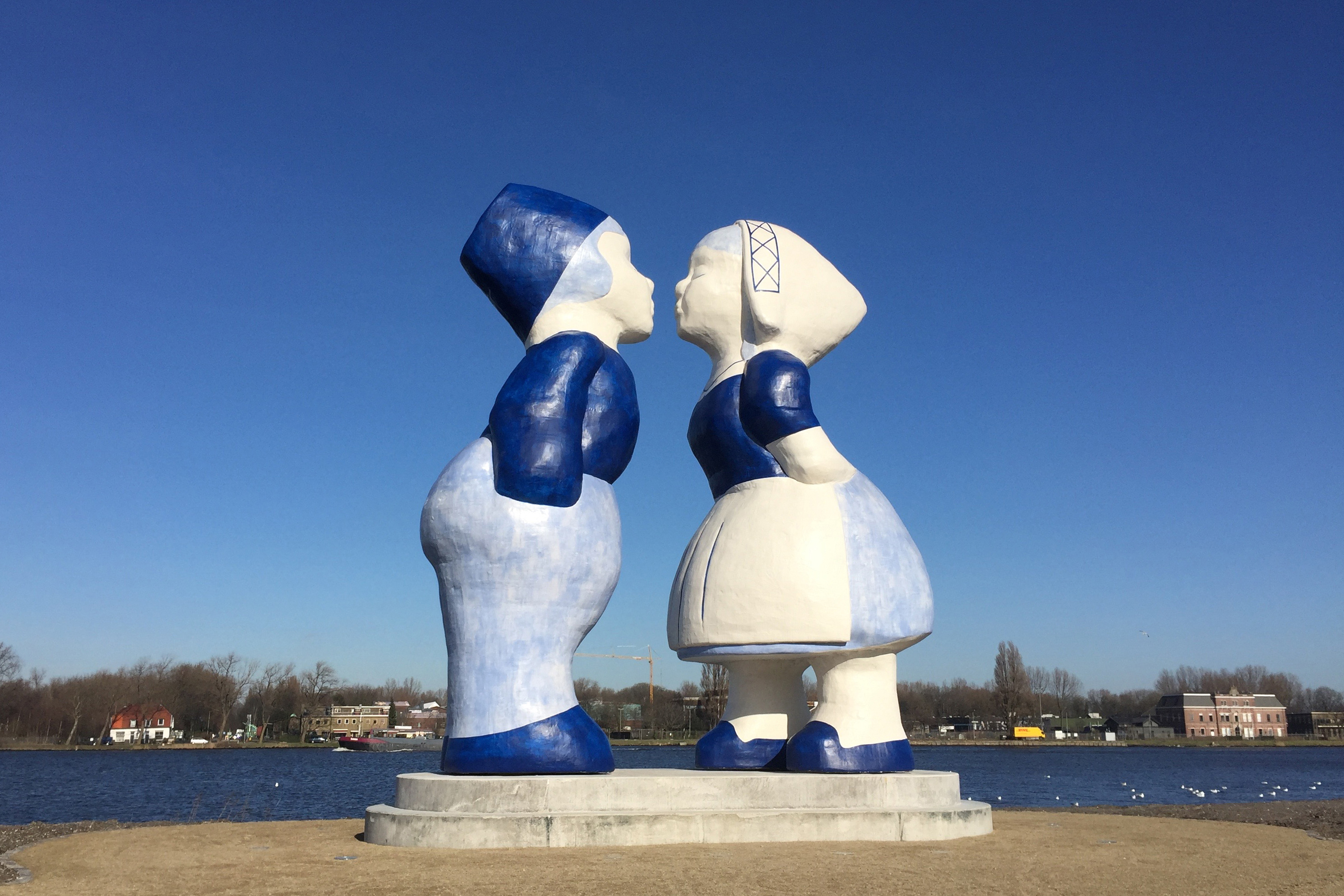
Kussend Paar, Hempont Amsterdam
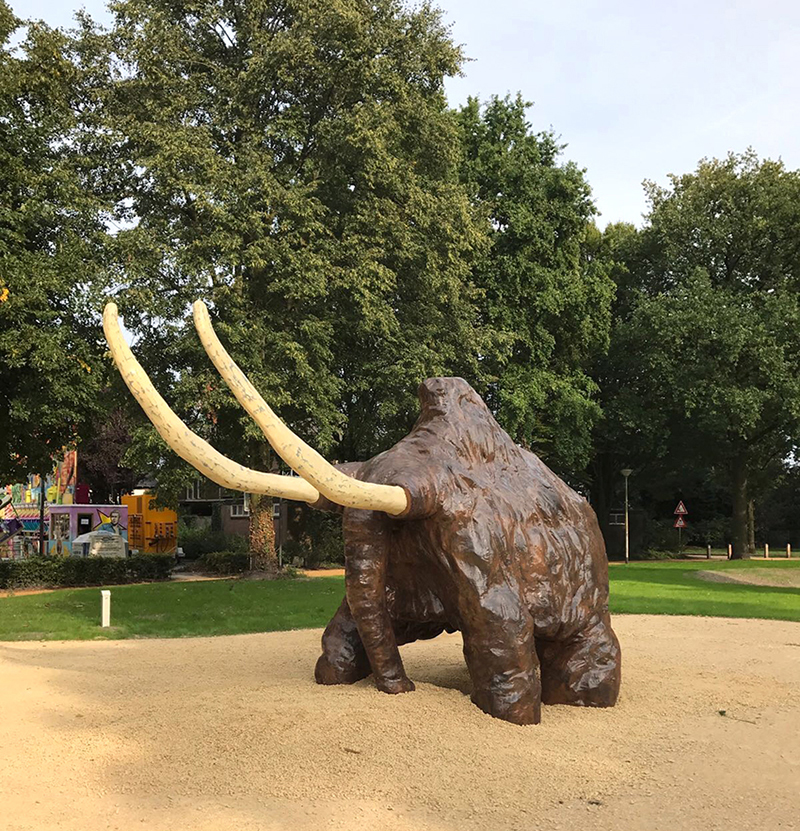
Mammoet Boris, Borne
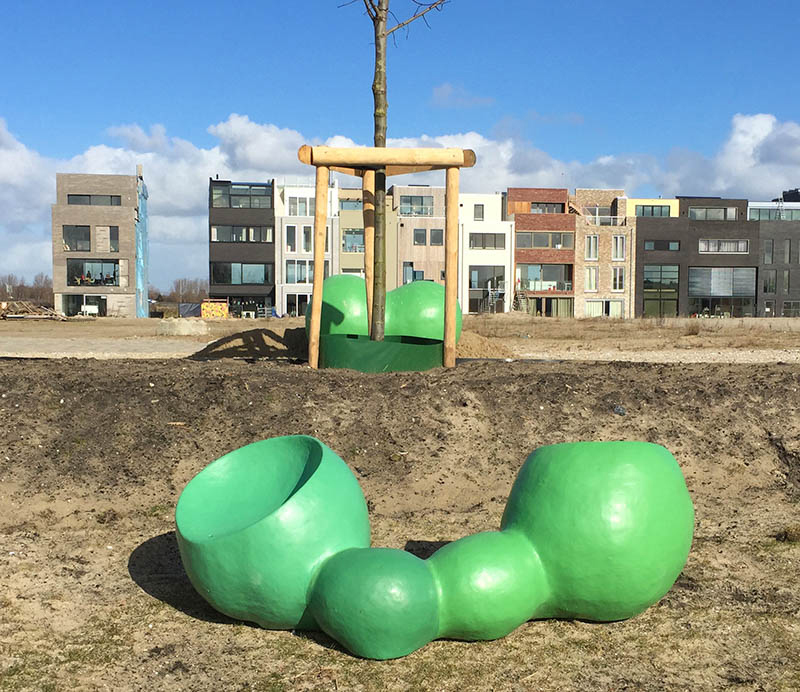
Beelden op het Zeeburgereiland, Amsterdam
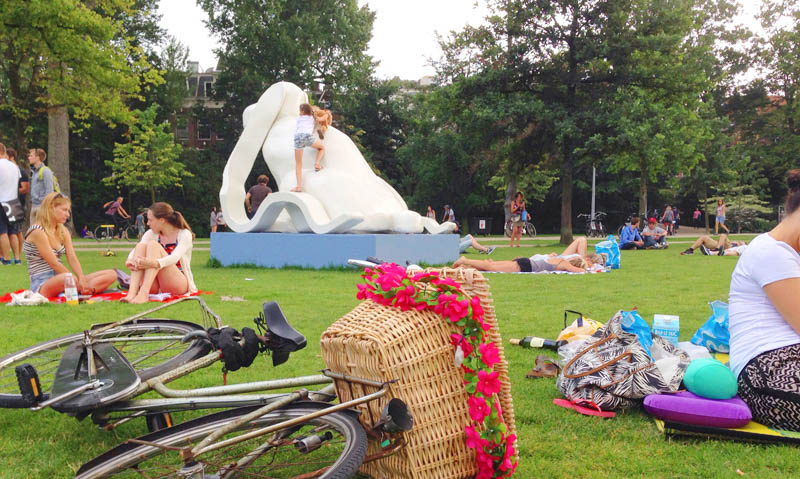
Het Konijn in het Vondelpark, Amsterdam
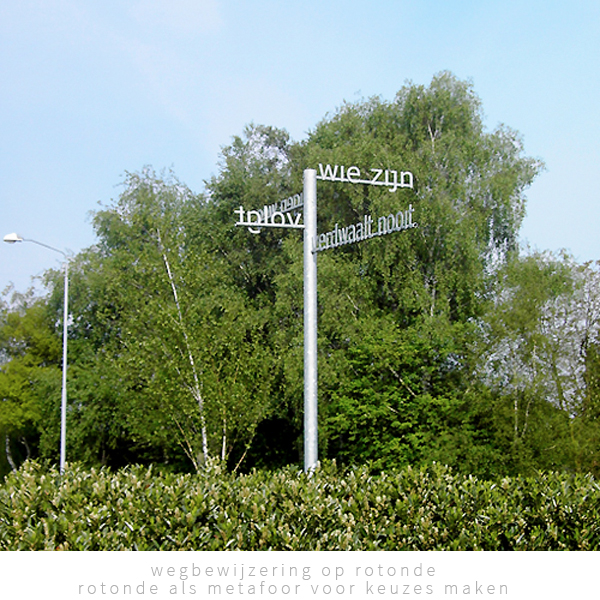
Wie zijn eigen weg volgt verdwaalt nooit, Someren
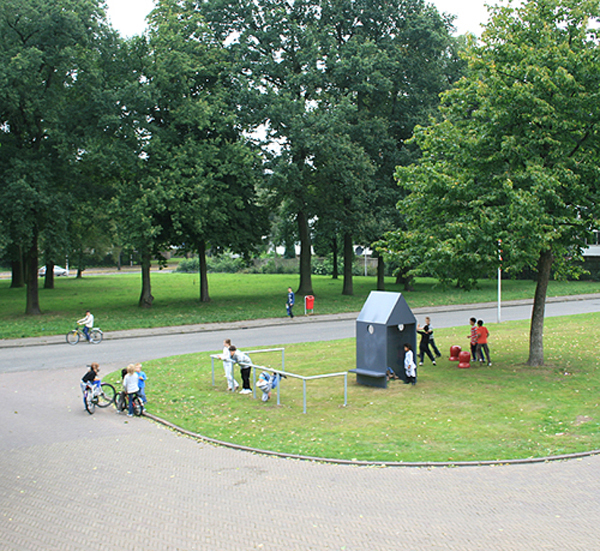
Living Apart Together, Enschede
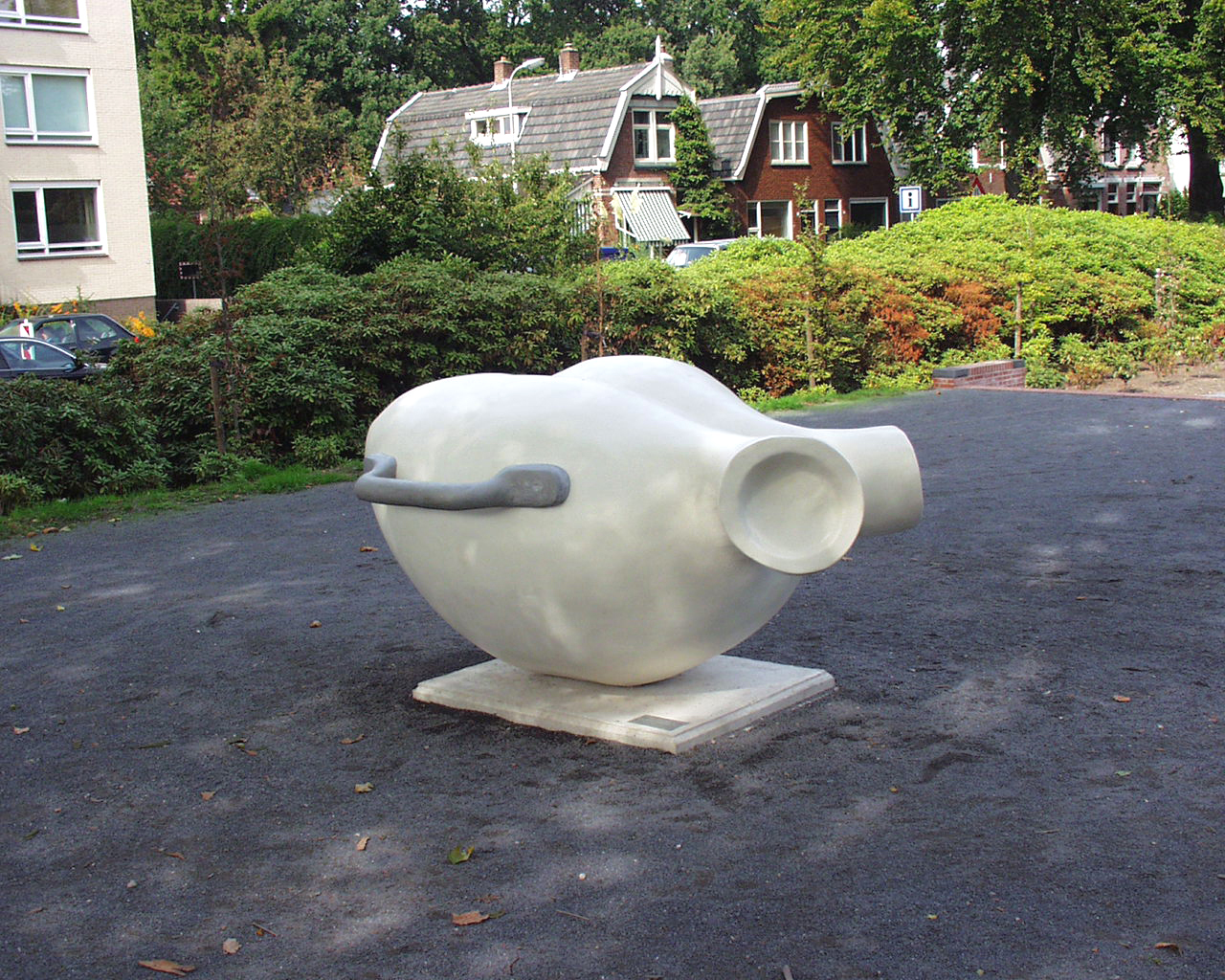
Hartstocht bij de entree van het G.J. van Heekpark, Enschede
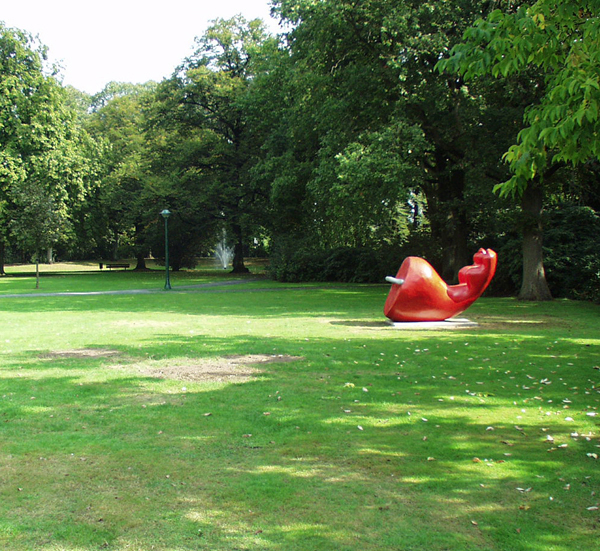
Voetganger in van het G.J. van Heekpark, Enschede